# Iryna Mel'nykova
Iryna Mykolaïvna Mel'nykova (Mena, 24 ottobre 1918 – Kiev, 3 novembre 2010) è stata una storica ucraina della Cecoslovacchia, nonché dottoressa in Scienze storiche.
È stata anche membro corrispondente dell'Accademia nazionale delle scienze dell'Ucraina (in ucraino: Національна академія наук України, Nacional'na akademija nauk Ukraïny). Nel corso della sua carriera, i suoi campi di ricerca hanno compreso la storia politica ed economica dell'Europa centrale e dell'Europa orientale, con un particolare focus sul periodo tra le due guerre mondiali.

## Biografia
Iryna Melnykova è nata il 24 ottobre 1918 a Mena, nell'Oblast di Chernihiv. Melnykova si è laureata con lode all'Università nazionale Taras Ševčenko di Kiev nel 1940. Con l'inizio del conflitto tra la Germania nazista e l'Unione sovietica sul fronte orientale durante la Seconda guerra mondiale, Melnykova venne evacuata in Kazakistan, nella città di Shymkent. Qui, tra il 1941 e il 1942, Melnykova ha iniziato a insegnare storia in emigrazione forzata presso l'Istituto di insegnamento del Kazakistan meridionale.
Iryna Melnykova ha studiato presso la scuola di specializzazione della United Ukrainian State University, nata dalla fusione tra Università nazionale Taras Ševčenko di Kiev e l'Università nazionale di Kharkiv e con sede a Qyzylorda, Kazakistan. Nel 1946 a Kiev, la Melnykova ha difeso la propria tesi dal titolo "Le politiche del Governo russo in Ucraina nel 1725-1740", sotto la supervisione del Professore A. Vvedensky. Tuttavia, dopo di ciò Melnykova lasciò gli studi sull'Ucraina per dedicarsi ad una vita bohémien e agli studi sugli slavi occidentali.
Iryna Melnykova è stata sposata con Andrij Licholat, storico ucraino.

## Ricerca
Iryna Melnykova, dal 1947 al 1959, è stata ricercatrice senior presso l'Istituto degli Studi Slavi dell'Accademia delle scienze dell'URSS a Mosca. Qui iniziò a studiare la storia politica della Cecoslovacchia e della Transcarpazia, che erano appena state annesse dall'Unione delle Repubbliche Socialiste Sovietiche (USSR).
Dal 1957 Melnykova ha lavorato a Kiev, presso l'Istituto di Storia dell'Accademia delle Scienze dell'Unione Sovietica. Qui, nel 1961, Melnykova espose la propria tesi di dottorato su "La lotta di classe in Cecoslovacchia durante il periodo della stabilizzazione parziale temporanea del capitalismo (1924-1929)." Ad oggi, questa tesi rimane uno dei lavori più completi nella storia dei partiti politici cechi degli anni Venti che sia mai stato scritto in Ucraina.
Tra il 1965 e il 1988, Melnykova fu direttrice del Dipartimenti di Storia Socialista delle Relazioni Internazionali, e dal 1988 Direttrice degli assegni di ricerca. Nel 1973, Melnykova venne eletta come membro corrispondente dell'Accademia delle Scienze dell'Unione Sovietica.
Negli anni Settanta, Melnykova è stata una accademica di fama nell'ambito della storia dei paesi europei, una delle poche nella storia della Cecoslovacchia. La Melnykova instaurò rapporti di cooperazione con importanti istituti di storia delle Accademie delle Scienze di Bulgaria, Cecoslovacchia e Polonia.
In seguito al ripristino dell'indipendenza ucraina con il referendum del 1991, la Melnykova mise in piedi un'agenda per studiare la storia delle relazioni internazionali dell'Ucraina nei tempi moderni. Nel 2002, la Melnykova venne premiata col titolo onorario di "Lavoratore onorato di Scienze e Tecnologia dell'Ucraina."

## Riconoscimenti
- 1967: Ordine della Bandiera rossa del lavoro;
- 1976: Premio del Presidio dell'Accademia delle Scienze dell'Unione Sovietica intitolato a "D. Manuelsky" ;[4]
- 1976: Diploma del Presidio della Verchovna Rada della Repubblica Socialista Sovietica dell'Ucraina;
- 1978: Ordine dell'Amicizia tra i popoli;
- 1982: Diploma del Presidio della Verchovna Rada della Repubblica Socialista Sovietica dell'Ucraina;
- 1986: Ordine della Rivoluzione d'ottobre
- 1996: Pettorale del Ministero dell'Educazione e della Scienza dell'Ucraina per "Eccellenza nell'educazione in Ucraina"
- 2008: Ordine di Jaroslav il Saggio di quinta classe
- Ordine di Ľudovít Štúr dell'Accademia delle Scienze della Slovacchia.[3]

## Principali opere
- Storia della Cecoslovacchia (1960), co-autrice
- Lotta di classe nella Cecoslovacchia del 1924-1929 (1962), autrice
- La Repubblica Socialista Sovietica dell'Ucraina e i paesi socialisti esteri (1965), co-autrice
- Internazionalisti stranieri tra le file dei combattenti per il potere sovietico in Ucraina (1967), co-autrice
- Tre storie di paesi socialista stranieri (1971), co-autrice
- Per l'amicizia con il paese del Grande Ottobre: Attività di solidarietà con l'URSS in paesi socialisti sovietici (1977), co-autrice
- Cooperazione delle organizzazioni pubbliche dei paesi socialisti (1983), co-autrice
- Attività di solidarietà con l'URSS nei paesi del commonwealth socialista (1987), co-autrice
- Festività internazionali ucraino-cecoslovacche (1989), co-autrice
- Ucraina ed Europa (1990-2000), co-autrice
- La politica estera dell'Ucraina nel contesto della globalizzazione (2004), co-autrice